# Les 5 Terres
Ne doit pas être confondu avec Cinque Terre.
Les 5 Terres est une série de bande dessinée française créée par le collectif de scénaristes Lewelyn (David Chauvel, Andoryss et Patrick Wong) et Jérôme Lereculey, publiée chez Delcourt à partir de 2019.
Elle suit plusieurs dynasties de personnages anthropomorphiques dans l'exploration de thématiques politiques médiévales. Une trentaine de tomes sont prévus, dont 14 ont été publiés en septembre 2024.

## Présentation
Les 5 Terres se caractérise par l'utilisation de personnages anthropomorphiques, un registre heroic fantasy et l'exploration de thématiques politiques médiévales. L'univers s’inscrit dans la lignée de la saga Le Trône de fer avec des guerres de pouvoir et des retournements de situation.
Il est prévu que la série comprenne 5 cycles de 6 tomes, soit 30 tomes au total. Il est prévu de conclure chaque cycle de 6 tomes en 2 ans, soit un tome tous les quatre mois.
Le premier cycle se concentre ainsi sur Angleon et le trône des félins, tandis que le second s'intéresse au royaume de Lys, chez les primates.

## Albums
Cycle I - Angleon
Les Cinq Terres (les contrées d'Angleon, Arnor, Erinal, Ithara et Lys) sont dominées par Angleon, la Terre des félins, une île centrale par rapport aux autres continents. Mais le roi d'Angleon, Cyrus Magneon, de la race des Tigres, est mourant, et sa succession s'annonce mouvementée : il n'a que deux filles, peu réputées pour pouvoir régner, et a décidé de nommer successeur son neveu, qui a deux autres frères pouvant prétendre au trône. Chacun des prétendants prépare ses armes pour disputer le pouvoir aux autres.
- Tome 1 : De toutes mes forces, Delcourt, septembre 2019. Scénario : Lewelyn. Dessins : Jérôme Lereculey
- Tome 2 : Quelqu'un de vivant, Delcourt, janvier 2020. Scénario : Lewelyn. Dessins : Jérôme Lereculey
- Tome 3 : L'Amour d'un imbécile, Delcourt, juin 2020. Scénario : Lewelyn. Dessins : Jérôme Lereculey
- Tome 4 : La Même Férocité, Delcourt, septembre 2020. Scénario : Lewelyn. Dessins : Jérôme Lereculey
- Tome 5 : L'Objet de votre haine, Delcourt, janvier 2021. Scénario : Lewelyn. Dessins : Jérôme Lereculey
- Tome 6 : Pas la force, Delcourt, juin 2021. Scénario : Lewelyn. Dessins : Jérome Lereculey

Cycle II - Lys
Le second cycle reprend la suite du premier, tout en déplaçant l'histoire sur les terres des primates, à Alysandra, la capitale de Lys. Keona (personnage qui est par ailleurs le seul lien avec le premier cycle) , la fille de la reine, est de retour chez elle après avoir été otage des félins pendant des années. De son côté, Alissa, une primate redoutable, sort de prison et retrouve sa famille qui dirige le clan du Sistre.
- Tome 7 : L'Heure du cadeau, Delcourt, décembre 2021. Scénario : Lewelyn. Dessins : Jérome Lereculey
- Tome 8 : Plus morte que morte, Delcourt, mai 2022. Scénario : Lewelyn. Dessins : Jérome Lereculey
- Tome 9 : Ton rire intérieur, Delcourt, octobre 2022. Scénario : Lewelyn. Dessins : Jérome Lereculey
- Tome 10 : Réapprendre la peur, Delcourt, mars 2023. Scénario : Lewelyn. Dessins : Jérome Lereculey
- Tome 11 : Tomber vraiment, Delcourt, août 2023. Scénario : Lewelyn. Dessins : Jérome Lereculey
- Tome 12 : La première à mourir, Delcourt, décembre 2023. Scénario : Lewelyn. Dessins : Jérome Lereculey

Cycle III - Arnor
- Tome 13 : Rester vivants, Delcourt, août 2024. Scénario : Lewelyn. Dessins : Jérome Lereculey
- Tome 14 : Juste des ennemis, Delcourt, janvier 2025. Scénario : Lewelyn. Dessins : Jérome Lereculey

Hors Serie
- Demeus Lor, Delcourt,mars 2024. Scénario : Lewelyn. Dessins : Sylvain Guinebaud